# Galax, Äventyr i framtiden
Galax, Äventyr i framtiden, bokserie utgiven av Laissez Fair Produktion AB i mitten på 1980-talet

## Böckerna
| Volym | Titel                | Författare                       | tryckår |
| ----- | -------------------- | -------------------------------- | ------- |
| 1     | Revolt på Mars       | Lester Del Ray                   | 1985    |
| 2     | Skugga över Mars     | Leigh Brackett                   | 1985    |
| 3     | Agent i rymden       | Eric Frank Russell               | 1985    |
| 4     | Stjärnornas nomader  | Poul Anderson                    | 1985    |
| 5     | Striden om framtiden | Keith Laumer                     | 1986    |
| 6     | Rymdkadett Flandry   | Poul Anderson                    | 1986    |
| 7     | Värld i fara         | Börje Crona                      | 1986    |
| 8     | Gallaghers glaciär   | Walt & Leigh Richmond            | 1986    |
| 9     | Planetjägarna        | Keith Laumer & Gordon R. Dickson | 1986    |